# Thiodina nicoleti
Pour les articles homonymes, voir Attus elegans.
Espèce
Synonymes
- Attus elegans Nicolet, 1849 nec Hentz, 1846

Thiodina nicoleti est une espèce d'araignées aranéomorphes de la famille des Salticidae.

## Distribution
Cette espèce est endémique du Chili.

## Étymologie
Cette espèce est nommée en l'honneur d'Hercule Nicolet (en).

## Publications originales
- Roewer, 1951 : Neue Namen einiger Araneen-Arten. Abhandlungen des Naturwissenschaftlichen Vereins zu Bremen, vol. 32, p. 437-456.
- Nicolet, 1849 : Aracnidos. Historia física y política de Chile. Zoología, vol. 3, p. 319-543.